# Berlin-Marathon 2005
| 32. Berlin-Marathon    | 32. Berlin-Marathon                 |
| ---------------------- | ----------------------------------- |
| Stadt                  | Berlin, Deutschland                 |
| Datum                  | 25. September 2005                  |
| Distanz                | 42,195 Kilometer                    |
| Sieger                 |                                     |
| Männer                 | Philip Kipkurgat Manyim (2:07:41 h) |
| Frauen                 | Mizuki Noguchi (2:19:12 h)          |
| ← Berlin-Marathon 2004 | Berlin-Marathon 2006 →              |
| Website                | Offizielle Website                  |

Der Berlin-Marathon 2005 (offiziell: Real Berlin-Marathon 2005) war die 32. Ausgabe der jährlich stattfindenden Laufveranstaltung in Berlin, Deutschland. Der Marathon fand am 25. September 2005 statt.
Bei den Männern gewann Philip Kipkurgat Manyim in 2:07:41 h, bei den Frauen Mizuki Noguchi in 2:19:12 h.

## Ergebnisse

### Männer
| Platz | Athlet                  | Land       | Zeit (h) |
| ----- | ----------------------- | ---------- | -------- |
| 01    | Philip Kipkurgat Manyim | Kenia      | 2:07:41  |
| 02    | Peter Kiplagat Chebet   | Kenia      | 2:08:58  |
| 03    | Jackson Koech           | Kenia      | 2:09:07  |
| 04    | Joshua Chelanga         | Kenia      | 2:09:10  |
| 05    | Joseph Ngolepus         | Kenia      | 2:10:10  |
| 06    | Mola Shimelis           | Äthiopien  | 2:10:11  |
| 07    | Michael Kosgei Rotich   | Kenia      | 2:10:53  |
| 08    | Andrew Letherby         | Australien | 2:11:42  |
| 09    | Romulo Wagner           | Brasilien  | 2:12:03  |
| 10    | Terefe Yae              | Äthiopien  | 2:12:07  |

### Frauen
| Platz | Athletin                  | Land                   | Zeit (h) |
| ----- | ------------------------- | ---------------------- | -------- |
| 01    | Mizuki Noguchi            | Japan                  | 2:19:12  |
| 02    | Luminita Zaituc           | Deutschland            | 2:27:34  |
| 03    | Askale Tafa               | Äthiopien              | 2:28:27  |
| 04    | Melanie Kraus             | Deutschland            | 2:34:23  |
| 05    | Worknesh Tola             | Äthiopien              | 2:35:31  |
| 06    | Shona Crombie-Hicks       | Vereinigtes Königreich | 2:38:42  |
| 07    | Anne-Metta Aagaard        | Dänemark               | 2:38:44  |
| 08    | Anna Rahm                 | Schweden               | 2:39:31  |
| 09    | Eva-Maria Gradwohl        | Österreich             | 2:39:51  |
| 10    | Jessica Draskau-Petersson | Dänemark               | 2:42:00  |